# Mino Blunda
Mino Blunda (Trapani, 4 agosto 1926 – Palermo, 14 gennaio 2006) è stato un giornalista e commediografo italiano.

## Biografia
Iniziò nel 1950 a collaborare da Trapani con il quotidiano L'Ora  fino al 1953. Fu poi consigliere comunale a Paceco e consigliere alla provincia di Trapani.
La sua attività di scrittore si rivelò in modo improvviso, nel 1973, quando vinse il Premio Pirandello con la commedia L'inglese ha visto la bifora, sua opera prima. La giuria era composta, tra gli altri, da Sandro D'Amico, Natalia Ginzburg, Leonardo Sciascia, Roberto De Monticelli, Luigi Squarzina, Giorgio Zampa. Il regista Carlo Quartucci mise poi in scena l'opera teatrale per la seconda rete Rai. Negli anni Cinquanta, Blunda aveva collaborato col quotidiano di Palermo L'Ora. Assunse, nel tempo, anche vari incarichi pubblici e politici in Sicilia, nelle province di Trapani e di Palermo. Fu anche in forza presso la Soprintendenza Archivistica del capoluogo siciliano, dove poté consultare e studiare antichi documenti di cui si servì per scrivere alcuni suoi testi. Negli anni Settanta, visse anche a Berlino Ovest. Diversi suoi lavori (anche con la regia di Michele Perriera) furono trasmessi dalla Rai, per la quale curò, nel 1975, anche la traduzione di un'opera di Gogol', Il matrimonio.
All'interno de "Le giornate delle arti" a Erice, nel 1987 fu portata per la prima volta sul palcoscenico la sua opera Oggetto: autorizzazione spesa x servizio cattura cani randagi (con la regia di Piervittorio Demitry), nel 1992 curò con Carlo Quartucci la "mise en espace" dell'atto unico Per la potenza del vapore e la rapidità dell'elettrico. Nel 1976, con la commedia Operate col chiodo nell'orecchio ottenne il Premio nazionale Antonello da Messina. Fu tra i fondatori, con Carlo Quartucci, Carla Tatò, Rudi Fuchs, Jannis Kounellis, Giulio Paolini, Germano Celant, Massimo Coen e altri, de "La Zattera di Babele", un “cenacolo” di artisti di varie parti del mondo che avevano eletto prima il paese di Genazzano ed in seguito il borgo medievale di Erice come base di progetti artistici e culturali di respiro europeo. Nella stessa cittadina, dal 1989 al 1993, diresse il "Teatro della Vetta". Molto stimato da Roberto Calasso, è stato un autore molto riservato e lontano dai riflettori.
Fu anche assessore alla cultura al comune di Paceco. Il regista iraniano Nosrat Panahi Nejad gli ha dedicato il docufilm Mino Blunda “l’inglese ha visto la bifora” Ritratto di un drammaturgo

## Opere
- L'inglese ha visto la bifora, Milano, Adelphi, 1973.
- Ferry Boat - Villa San Giovanni Messina, Rai, radiodramma, regia di Carlo Quartucci, 1974.
- Tavolo 900 con piano in dermoide, Rai, radiodramma, 1974.
- Passo doppio, Rai, radiodramma, 1974.
- Oggetto: autorizzazione spesa x servizio cattura cani randagi, Rai Radio Due, regia di Michele Perriera, 1976; Erice, Teatrino San Giuliano, regia di Piervittorio Demitry, 1987.
- Operate col chiodo nell'orecchio, 1976.
- Collage per una possibile suite ericina, messa in scena da Luigi Mezzanotte ed Evelina Meghnagi, Erice, 1985.
- Panoramic Hotel, Erice, Teatro Gebel Hamed, con Valeriano Gialli, Nadia Ferrero, Marisa Velasco, regia di Piervittorio Demitry, 1990.
- Per la potenza del vapore e la rapidità dell'elettrico, Brescia, L'Obliquo, 1991.
- E la quaglia deve volare, Erice, Teatro Gebel Hamed, con Luigi Maria Burruano, Paride Benassai e Tony Sperandeo, regia di Carlo Quartucci, 1997.